# Typhlocharis elenae
Typhlocharis elenae is een keversoort uit de familie van de loopkevers (Carabidae). De wetenschappelijke naam van de soort is voor het eerst geldig gepubliceerd in 2002 door A. Serrano & Aguiar.